# Vierstrepige palmeekhoorn
De vierstrepige palmeekhoorn (Lariscus hosei)  is een zoogdier uit de familie van de eekhoorns (Sciuridae). De wetenschappelijke naam van de soort werd voor het eerst geldig gepubliceerd door Thomas in 1892.

## Voorkomen
De soort komt voor in Indonesië en Maleisië.